# Константин Нелипчић
Константин Нелипчић (умро око 1347.) је био властелин из породице Нелипчић. Почетком 14. века носио је титулу хумског кнеза.

## Биографија
Константин је био син Изана II. Почетком 14. века, током рата између Павла I Шубића и Милутина Немањића, Константин управља облашћу око реке Крке. Седиште му је било у Кључићу и Нечвену. Почетком 14. века носи титулу хумског кнеза. Павле I Шубић је, користећи се грађанским ратом у Србији између Милутина и Драгутина, продро у Хумску земљу. Константин је владао као његов вазал. Милутин је заробио Павловог сина Младена II након чега су уследили преговори са Шубићима. Павле се повлачи из Хумске земље.
Константин се следећих петнаест година не јавља у историјским изворима. Следећи пут га у изворима срећемо 1322. године након пораза бана Младена II у бици код Близне. Константин је био један од најближих сарадника свога стрица, војводе Нелипца II Цетињског. Константин је умро око 1347. године. Имао је сина, Нелипца III који је обављао дужност скрадинског капетана и кастелана (1388–1394). Истакао се у рату против босанског краља Твртка I и Ивана Палижне. Његовом смрћу гаси се породица Нелипчића.